# سنو (غناباد)
سنو (بالفارسية: سنو) هي قرية تقع في قسم زيبد الريفي في إيران. يقدر عدد سكانها بـ 922 نسمة وترتفع عن سطح البحر 6,969 متر.